# Delacre

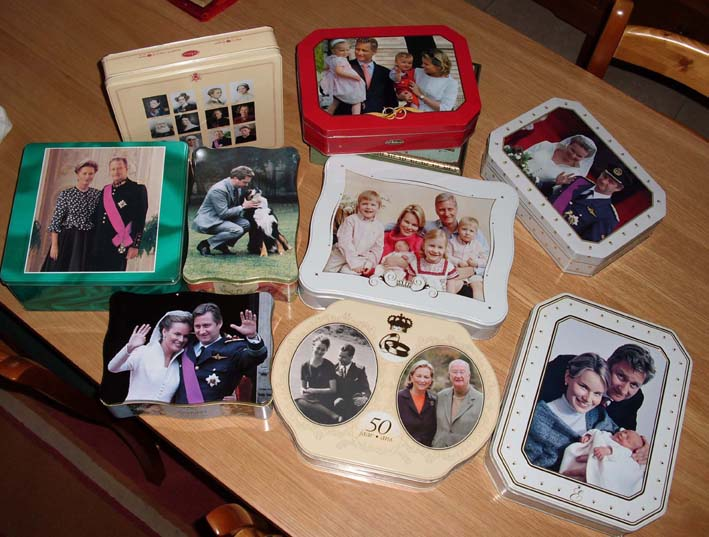
Delacre-koekjesdozen

Delacre is een van oorsprong Belgische koekjesfabrikant die in 1891 opgericht werd door Charles Delacre. Het merk is hofleverancier. Bekend zijn de koektrommels met afbeeldingen van de Belgische koninklijke familie. Andere bekende producten van het merk zijn onder meer Cigarettes Russes, Délichoc, Marquisettes, Sprits, Gâteau, Brazil, Biarritz en koeken met de De Smurfen.

## Geschiedenis
Charles Delacre (1826-1907) was van opleiding apotheker en opende zijn eigen zaak in Brussel. Als apotheker verkocht hij ook chocolade, dat toen vooral als geneesmiddel voor herstel en versterking gebruikt werd. Het product viel echter steeds meer in de smaak als lekkernij, waarop Delacre een chocoladewinkel opende nabij de Brusselse Grote Markt.
In 1872 verhuisde hij zijn chocoladefabriek naar Elsene. Daar bracht hij voor het eerst chocolade uit onder de naam "Delacre". Enkele van zijn producten verwezen naar het Belgische koningshuis. In 1879 werd hij hofleverancier.
In 1880 breidde de fabriek opnieuw uit: de firma verhuisde naar Vilvoorde. Daar begon Delacre in 1891 met het produceren van koekjes.
In 1906 kwam zoon Pierre aan het hoofd van het bedrijf te staan. Hij bouwde het bedrijf verder uit. Na de twee wereldoorlogen ging het bedrijf zich uitsluitend toeleggen op banketbakkerskoekjes. Delacre kreeg voet aan de grond in diverse Europese landen en ging daarna naar Noord-Amerika, waar hij met een plaatselijke producent, Pepperidge Farm Inc., ging samenwerken. Campbell Soup Inc. nam een korte tijd daarna Pepperidge over. In 1961 verwierf dat bedrijf een meerderheidsbelang in het merk en daarmee ook de volledige controle. Sinds 1998 maakte Delacre deel uit van de United Biscuits, waaronder ook Verkade en BN vallen.
United Biscuits werd in november 2014 zelf overgenomen door de Turkse Yildiz Holding, die onder meer ook het Belgische chocolademerk Godiva in portefeuille heeft.
In 2016 nam het Italiaans voedingsbedrijf Ferrero Delacre over.
De Delacre-koekjes worden gefabriceerd in het Franse Nieppe en het Belgische Lambermont. Eind 2014 stelde Delacre in België 296 mensen tewerk voor een omzet van circa 120 miljoen euro.